# 48. ročník udílení Zlatých glóbů
48. ročník udílení Zlatých glóbů probíhal dne 19. ledna 1991 v hotelu Beverly Hilton v Beverly Hills. Nominace byly oznámeny dne 27. prosince 1990.

## Vítězové a nominovaní

### Film
| Nejlepší film (drama) | Nejlepší film (komedie / muzikál) |
| --- | --- |
| Tanec s vlky - Avalon - Kmotr III - Mafiáni - Zvrat štěstěny | Zelená karta - Dick Tracy - Duch - Sám doma - Pretty Woman |
| Nejlepší herec (drama) | Nejlepší herečka (drama) |
| Jeremy Irons – Zvrat štěstěny - Kevin Costner – Tanec s vlky - Richard Harris – Pastvina - Al Pacino – Kmotr III - Robin Williams – Čas probuzení | Kathy Bates – Misery nechce zemřít - Anjelica Huston – Švindlíři - Michelle Pfeifferová – Ruský dům - Susan Sarandon – Bílý palác - Joanne Woodward – Pán a paní Bridgeovi                     |
| Nejlepší herec (komedie / muzikál) | Nejlepší herečka (komedie / muzikál) |
| Gérard Depardieu – Zelená karta - Macaulay Culkin – Sám doma - Johnny Depp – Střihoruký Edward - Richard Gere – Pretty Woman - Patrick Swayze – Duch | Julia Roberts – Pretty Woman - Mia Farrow – Alice - Andie MacDowell – Zelená karta - Demi Moore – Duch - Meryl Streep – Pohlednice z Hollywoodu                                                |
| Nejlepší herec ve vedlejší roli | Nejlepší herečka ve vedlejší roli |
| Bruce Davison – Společník na dlouhé trati - Armand Assante – Q & A - Hector Elizondo – Pretty Woman - Andy García – Kmotr III - Al Pacino – Dick Tracy - Joe Pesci – Mafiáni | Whoopi Goldberg – Duch - Lorraine Bracco – Mafiáni - Diane Ladd – Zběsilost v srdci - Shirley MacLaine – Pohlednice z Hollywoodu - Mary McDonnell – Tanec s vlky - Winona Ryder – Mořské panny |
| Nejlepší režie | Nejlepší scénář |
| Kevin Costner – Tanec s vlky - Bernardo Bertolucci – Pod ochranou nebes - Francis Ford Coppola – Kmotr III - Barbet Schroeder – Zvrat štěstěny - Martin Scorsese – Mafiáni | Tanec s vlky – Michael Blake - Avalon – Barry Levinson - Kmotr III – Francis Ford Coppola a Mario Puzo - Mafiáni – Nicholas Pileggi a Martin Scorsese - Zvrat štěstěny – Nicholas Kazan        |
| Nejlepší filmová píseň | Nejlepší hudba |
| „Blaze of Glory“ – Jon Bon Jovi – Mladé pušky II - „Sooner or Later (I Always Get My Man)“ – Madonna – Dick Tracy - „What Can You Lose?“ – Madonna a Mandy Patinkin – Dick Tracy - „Promise Me You'll Remember“ – Harry Connick, Jr. – Kmotr III - „I'm Checkin' Out“ – Meryl Streep a Blue Rodeo – Pohlednice z Hollywoodu | Pod ochranou nebes- Ryuichi Sakamoto a Richard Horowitz - Avalon – Randy Newman - Tanec s vlky – John Barry - Kmotr III – Carmine Coppola - Havana – Dave Grusin                               |
| Nejlepší cizojazyčný film | |
| Cyrano z Bergeracu (Francie) - Sny Akiry Kurosawy (Japonsko) - Hrozná holka (Německo) - Requiem pro Dominika (Rakousko) - Taxi-bljuz (USSR) | |

### Televize
| Nejlepší televizní seriál (drama) | Nejlepší televizní seriál (komedie) |
| --- | --- |
| Městečko Twin Peaks - China Beach - In the Heat of the Night - Právo v Los Angeles - thirtysomething | Na zdraví - Designing Women - The Golden Girls - Ženatý se závazky - Murphy Brown |
| Nejlepší herec v seriálu (drama) | Nejlepší herečka v seriálu (drama) |
| Kyle MacLachlan – Městečko Twin Peaks - Scott Bakula – Quantum Leap - Peter Falk – Columbo - James Earl Jones – Oheň Gabrielův - Carroll O'Connor – In the Heat of the Night                                           | Sharon Gless – The Trials of Rosie O'Neill Patricia Wettig – thirtysomething - Dana Delany – China Beach - Susan Dey – Právo v Los Angeles - Jill Eikenberry – Právo v Los Angeles - Angela Lansburyová – To je vražda, napsala |
| Nejlepší herec v seriálu (komedie / muzikál) | Nejlepší herečka v seriálu (komedie / muzikál) |
| Ted Danson – Na zdraví - John Goodman – Roseanne - Richard Mulligan – Empty Nest - Burt Reynolds – Městečko Evening Shade - Fred Savage – Báječná léta                                                                 | Kirstie Alleyová – Na zdraví - Candice Bergen – Murphy Brown - Carol Burnettová – Carol & Company - Roseanne – Roseanne - Katey Sagal – Ženatý se závazky                                                                       |
| Nejlepší minisérie nebo TV film | |
| Vyznamenání - Caroline? - Rodina špionů - Kennedyové - Fantom opery | |
| Nejlepší herec v minisérii nebo TV filmu | Nejlepší herečka v minisérii nebo TV filmu |
| James Garner – Vyznamenání - Steven Bauer – Drug Wars: The Camarena Story - Michael Caine – Jekyll & Hyde - Tom Hulce – Vražda ve státě Mississippi - Burt Lancaster – Fantom opery - Rick Schroder – Návrat neznámého | Barbara Hershey – Vražda na malém městě - Suzanne Pleshette – Královna chamtivých - Annette O'Toole – Kennedyové - Lesley Ann Warren – Rodina špionů - Stephanie Zimbalist – Caroline?                                          |
| Nejlepší vedlejší herec v seriálu, minisérii nebo TV filmu | Nejlepší vedlejší herečka v seriálu, minisérii nebo TV filmu |
| Charles Durning – Kennedyové - Barry Miller – Equal Justice - Jimmy Smits – Právo v Los Angeles - Dean Stockwell – Quantum Leap - Blair Underwood – Právo v Los Angeles                                                | Piper Laurie – Městečko Twin Peaks - Sherilyn Fenn – Městečko Twin Peaks - Faith Ford – Murphy Brown - Marg Helgenberger – China Beach - Park Overall – Empty Nest                                                              |